# 三重県道577号湯の山温泉線
三重県道577号湯の山温泉線（みえけんどう577ごう ゆのやまおんせんせん）は、三重県三重郡菰野町を通る一般県道である。

## 概要
三重郡菰野町大字千草から三重郡菰野町大字菰野に至る。

### 路線データ
- 起点：三重郡菰野町大字千草（緑橋南交差点、三重県道626号千草永井線起点）
- 終点：三重郡菰野町大字菰野（国道477号交点）
- 総延長：6,210 m

## 路線状況
湯の山温泉への主要なアクセス道路となっており、三重交通の路線バスが運行されている。しかし近年、近鉄湯の山線 湯の山温泉駅から湯の山温泉街まで徒歩で向かう客が増加し、歩道のないこの道路は危険性が指摘されている。

### 道路施設

#### 橋梁
- 湯の山かもしか大橋（三重郡菰野町）

## 地理

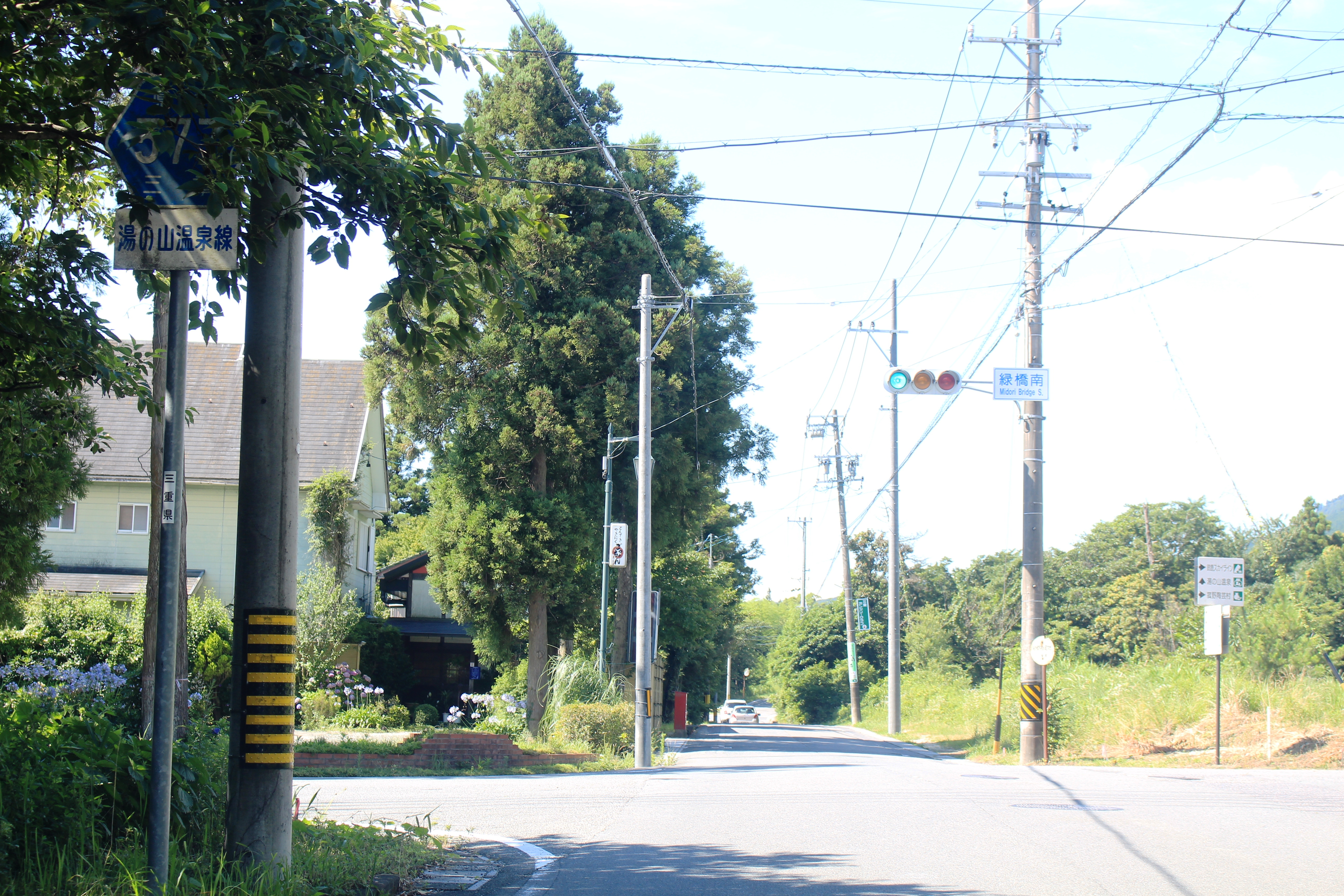
三重県道577号湯の山温泉線および三重県道626号千草永井線起点の緑橋南交差点、三重郡菰野町大字千草

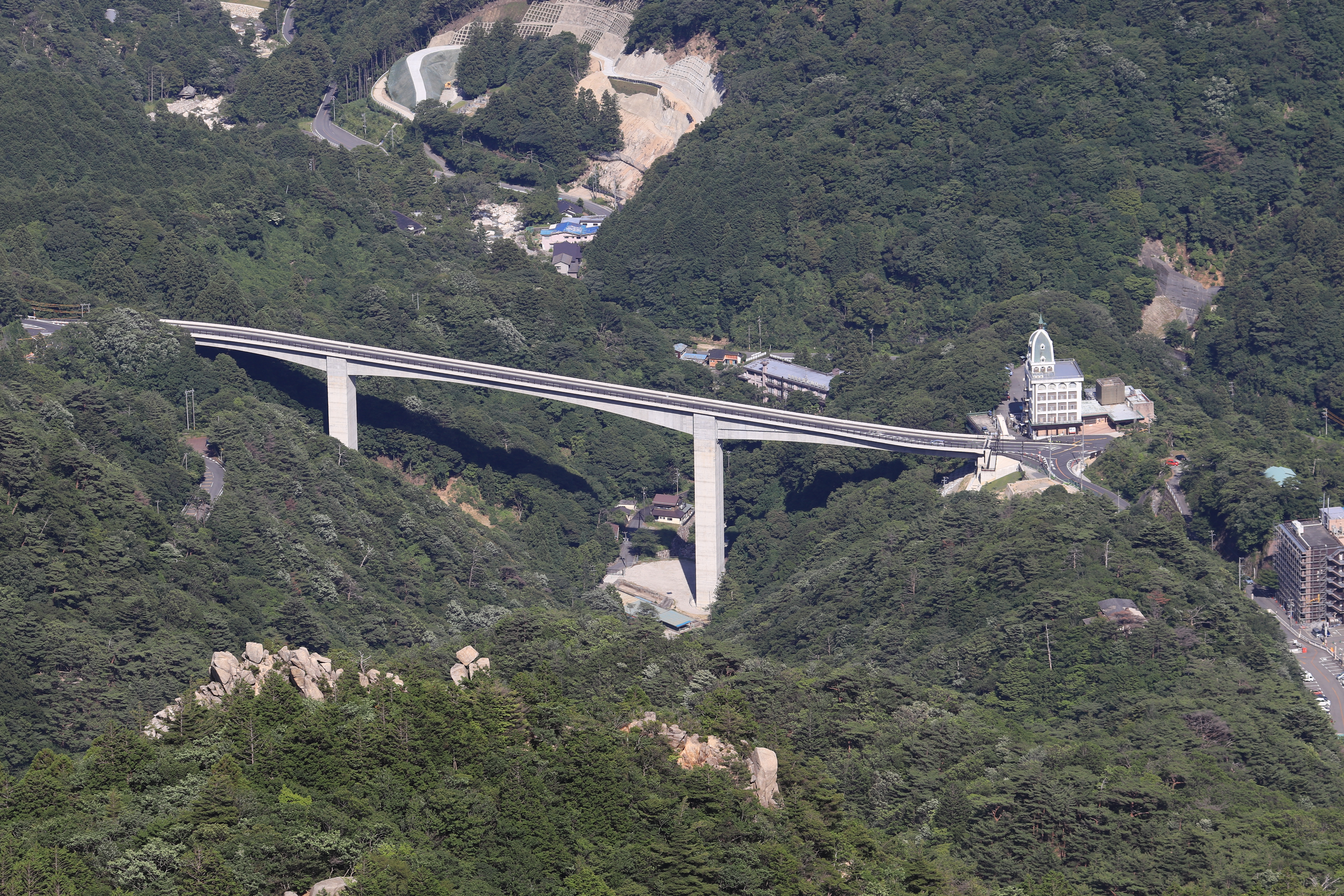
御在所岳から見下ろす湯の山温泉街と湯の山かもしか大橋（2019年6月）

### 通過する自治体
- 三重県
  - 三重郡菰野町

### 交差する道路
| 交差する道路                      | 交差する場所 | 交差する場所        |
| --------------------------------- | ------------ | ------------------- |
| 三重県道626号千草永井線           | 大字千草     | 緑橋南交差点 / 起点 |
| 国道477号 / 鈴鹿スカイライン      | 大字千草     | 千草交差点          |
| 三重県道752号茶屋町湯の山停車場線 | 大字菰野     |                     |
| 国道477号 / 鈴鹿スカイライン      | 大字菰野     | 終点                |

### 沿線
湯の山温泉とその関連施設が多い。
- 近鉄湯の山線 湯の山温泉駅
- 三滝川
- ホテルウェルネス鈴鹿路（旧・ヘルシーパル湯の山）
- 国民宿舎湯の山ロッジ
- 湯の山温泉街
  - 御在所ロープウェイ 湯の山温泉駅
- 湯ノ山郵便局